# Бересклет Маака
Берескле́т Маа́ка (лат. Euónymus maáckii) — листопадный кустарник или дерево, вид рода Бересклет (Euonymus) семейства Бересклетовые (Celastraceae).

## Этимология
Вид назван в честь натуралиста Ричарда Карловича Маака (1825—1886).

## Ботаническое описание

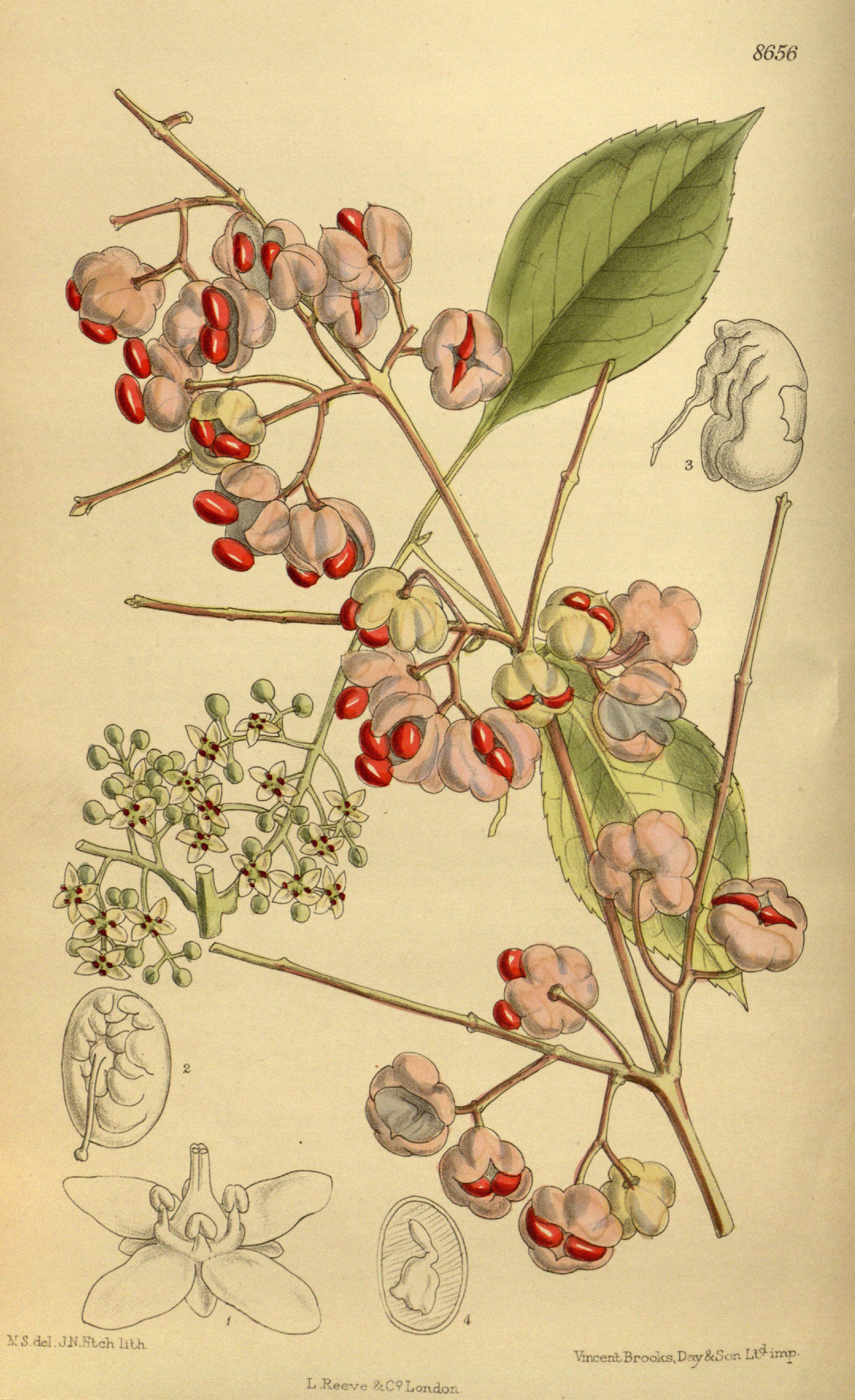
Ботаническая иллюстрация из Curtis's Botanical Magazine, London, vol. 142

Кустарник до 3 м, или дерево до 10 м высотой. Побеги плоские, зелёные или красновато-коричневые, часто с сизым налётом.
Листовые пластинки 5—12, редко до 15 см длиной, 0,8—5 см шириной, от продолговато-яйцевидных до почти ланцетных. Плотные, почти кожистые, блестящие, голые, на верхушке постепенно суженные в длинное остроконечие. По краю мелкопильчатые, иногда волнистые. Черешки 6—20 мм длиной.
Цветки двух типов: с тычиночными нитями 1—1,5 мм длиной при длинном столбике; с тычиночными нитями 3,5—5 мм длиной при коротком столбике. Цветёт в июне — июле.
Лепестки 4—5 мм длиной и 2—2,5 мм шириной, продолговато-яйцевидные, сверху с многочисленными выростами. 
Коробочка неглубокая, на верхушке вдавленная, бледно-розовая или тёмно-красная.

## Распространение и экология
Распространен в Восточной Сибири, Приморье и Приамурье. Вверх по Амуру поднимается выше пос. Кумара, вниз спускается до Нижней Тамбовки. По побережью Татарского пролива изредка встречается до Тернея. 
Растёт преимущественно в долинах больших рек, на островах, по берегам озер, по морскому побережью, на нижних частях склонов, среди кустарников и разреженных лесов, одиночно и группами, занимает сухие открытые участки с плодородной суглинистой и супесчаной дренированной почвой. Выше 100 м над уровнем моря почти не поднимается, по другим данным до 200 м.
Светолюбив, морозо- и засухоустойчив, терпит проточное, но не выносит застойного переувлажнения. Растет быстро, доживает до 60—80 лет.

## Хозяйственное значение
Наиболее гуттоносный из дальневосточных бересклетов: в коре корней содержится в среднем 8—10%, а в отдельных растениях — от 0,5 до 25% гутты. Семена содержат до 40% жирного масла.
Декоративный вид, отличается обильным цветением, плодоношением и карминовой окраской листвы осенью. Особенно эффектны штамбовые растения. Возобновляется обычно вегетативно. Разводится семенами, корневыми и зелеными черенками. Легко переносит стрижку.

## Классификация

### Таксономическое положение
Таксономическая схема:
|  |                                                                              |                           |                           |                           |                                                            |                           |                           |                           |                                            |                           |                           |  | |  |  |  |
|  | отдел Цветковые, или Покрытосеменные (классификация согласно Системе APG II) |                           |                           |                           |                                                            |                           |                           |                           |                                            |                           |                           |  | |  |  |  |
|  |                                                                              |                           |                           |                           |                                                            |                           |                           |                           |                                            |                           |                           |  | |  |  |  |
|  | порядок Бересклетоцветные                                                    | порядок Бересклетоцветные | порядок Бересклетоцветные | порядок Бересклетоцветные | порядок Бересклетоцветные                                  | порядок Бересклетоцветные | порядок Бересклетоцветные | порядок Бересклетоцветные | порядок Бересклетоцветные                  | порядок Бересклетоцветные | порядок Бересклетоцветные |  | ещё 44 порядка цветковых растений, из которых к бересклетоцветным наиболее близки Бобовоцветные, Букоцветные, Кисличноцветные, Мальпигиецветные, Розоцветные и Тыквоцветные |  |  |  |
|  |                                                                              |                           |                           |                           |                                                            |                           |                           |                           |                                            |                           |                           |  | ещё 44 порядка цветковых растений, из которых к бересклетоцветным наиболее близки Бобовоцветные, Букоцветные, Кисличноцветные, Мальпигиецветные, Розоцветные и Тыквоцветные |  |  |  |
|  | семейство Бересклетовые                                                      | семейство Бересклетовые   | семейство Бересклетовые   | семейство Бересклетовые   | семейство Бересклетовые                                    | семейство Бересклетовые   | семейство Бересклетовые   |                           | ещё три семейства, в том числе Белозоровые |                           |                           |  | ещё 44 порядка цветковых растений, из которых к бересклетоцветным наиболее близки Бобовоцветные, Букоцветные, Кисличноцветные, Мальпигиецветные, Розоцветные и Тыквоцветные |  |  |  |
|  |                                                                              |                           |                           |                           |                                                            |                           |                           |                           | ещё три семейства, в том числе Белозоровые |                           |                           |  | ещё 44 порядка цветковых растений, из которых к бересклетоцветным наиболее близки Бобовоцветные, Букоцветные, Кисличноцветные, Мальпигиецветные, Розоцветные и Тыквоцветные |  |  |  |
|  | род Бересклет                                                                | род Бересклет             | род Бересклет             |                           | еще около ста родов, в том числе: Древогубец, Кассина, Кат |                           |                           |                           | ещё три семейства, в том числе Белозоровые |                           |                           |  | ещё 44 порядка цветковых растений, из которых к бересклетоцветным наиболее близки Бобовоцветные, Букоцветные, Кисличноцветные, Мальпигиецветные, Розоцветные и Тыквоцветные |  |  |  |
|  |                                                                              |                           |                           |                           | еще около ста родов, в том числе: Древогубец, Кассина, Кат |                           |                           |                           | ещё три семейства, в том числе Белозоровые |                           |                           |  | ещё 44 порядка цветковых растений, из которых к бересклетоцветным наиболее близки Бобовоцветные, Букоцветные, Кисличноцветные, Мальпигиецветные, Розоцветные и Тыквоцветные |  |  |  |
|  | Бересклет Маака (Euonymus maackii) и ещё более двухсот видов                 |                           |                           |                           | еще около ста родов, в том числе: Древогубец, Кассина, Кат |                           |                           |                           | ещё три семейства, в том числе Белозоровые |                           |                           |  | ещё 44 порядка цветковых растений, из которых к бересклетоцветным наиболее близки Бобовоцветные, Букоцветные, Кисличноцветные, Мальпигиецветные, Розоцветные и Тыквоцветные |  |  |  |
|  |                                                                              |                           |                           |                           | еще около ста родов, в том числе: Древогубец, Кассина, Кат |                           |                           |                           | ещё три семейства, в том числе Белозоровые |                           |                           |  | ещё 44 порядка цветковых растений, из которых к бересклетоцветным наиболее близки Бобовоцветные, Букоцветные, Кисличноцветные, Мальпигиецветные, Розоцветные и Тыквоцветные |  |  |  |
|  |                                                                              |                           |                           |                           |                                                            |                           |                           |                           | ещё три семейства, в том числе Белозоровые |                           |                           |  | ещё 44 порядка цветковых растений, из которых к бересклетоцветным наиболее близки Бобовоцветные, Букоцветные, Кисличноцветные, Мальпигиецветные, Розоцветные и Тыквоцветные |  |  |  |
|  |                                                                              |                           |                           |                           |                                                            |                           |                           |                           |                                            |                           |                           |  | ещё 44 порядка цветковых растений, из которых к бересклетоцветным наиболее близки Бобовоцветные, Букоцветные, Кисличноцветные, Мальпигиецветные, Розоцветные и Тыквоцветные |  |  |  |
|  |                                                                              |                           |                           |                           |                                                            |                           |                           |                           |                                            |                           |                           |  | |  |  |  |
|  |                                                                              |                           |                           |                           |                                                            |                           |                           |                           |                                            |                           |                           |  | |  |  |  |